# Condado de Phelps (Missouri)
O Condado de Phelps é um dos 114 condados do estado americano de Missouri. A sede do condado é Rolla, que é também a sua maior cidade. O condado tem uma área de 1746 km² (dos quais 4 km² estão cobertos por água), uma população de 39 825 habitantes, e uma densidade populacional de 23 hab/km² (segundo o censo nacional de 2000). O condado foi fundado em 1857.

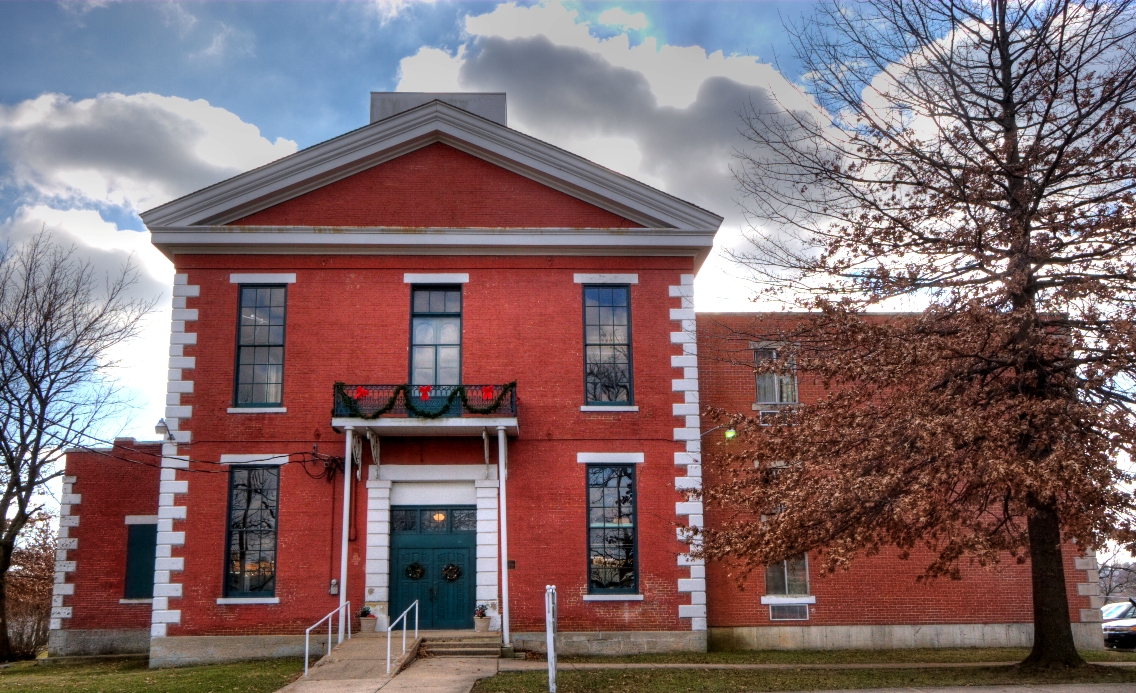
Antigo tribunal do condado de Phelps, Missouri.